# Шасі з кабіною

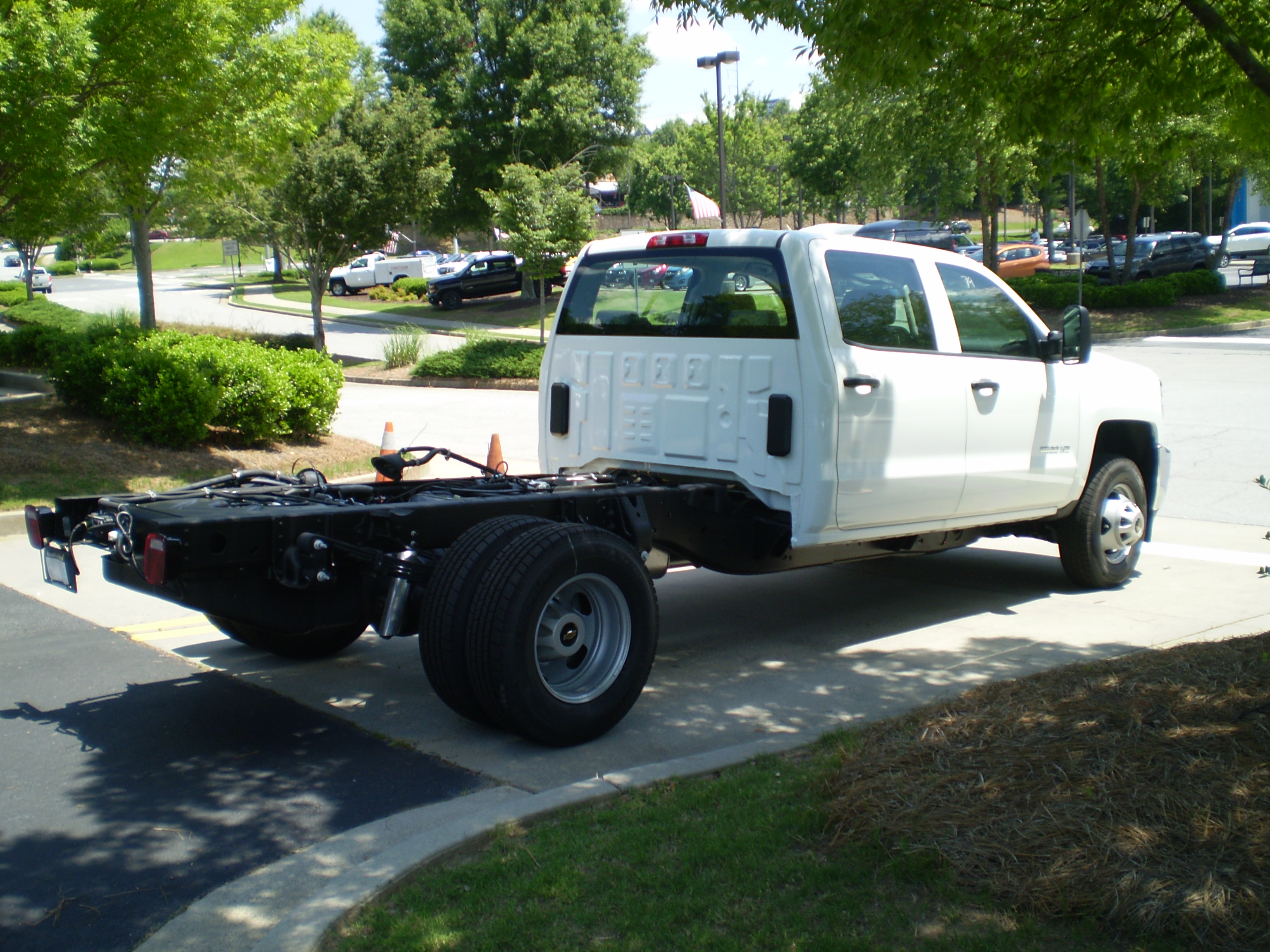
Шасі з кабіною Chevrolet Silverado

Шасі з кабіною (англ. chassis cab або англ. half truck) — є типом конструкції транспортного засобу, який часто зустрічається в комерційних автомобілях середньої вантажопідйомності.
Замість того, щоб постачати клієнту готову на заводі платформу, вантажний контейнер або інше обладнання, клієнт отримує автомобіль лише з рейками шасі та кабіною. Це дозволяє клієнту додавати будь-яке необхідне вторинне обладнання, таке як пожежний апарат, машина швидкої допомоги або пакет переобладнання транспортного засобу для відпочинку, який можна налаштувати відповідно до конкретних потреб клієнта.
Автомобілі цього типу виробляють Ford, Chevrolet/GMC і Ram Trucks.